# Apogonia lutea
Apogonia lutea är en skalbaggsart som beskrevs av Moser 1910. Apogonia lutea ingår i släktet Apogonia och familjen Melolonthidae. Inga underarter finns listade i Catalogue of Life.